# Ooencyrtus daphne
Ooencyrtus daphne är en stekelart som beskrevs av Huang och John S. Noyes 1994. Ooencyrtus daphne ingår i släktet Ooencyrtus och familjen sköldlussteklar.
Artens utbredningsområde är Brunei. Inga underarter finns listade i Catalogue of Life.